# Норт-Орора (Іллінойс)
Норт-Орора (англ. North Aurora) — селище (англ. village) в США, в окрузі Кейн штату Іллінойс. Населення — 18 261 особа (2020).

## Географія
Норт-Орора розташований за координатами 41°48′31″ пн. ш. 88°20′31″ зх. д. / 41.80861° пн. ш. 88.34194° зх. д. (41.808736, -88.341981).  За даними Бюро перепису населення США в 2010 році селище мало площу 19,15 км², з яких 18,59 км² — суходіл та 0,56 км² — водойми.

## Демографія
Згідно з переписом 2010 року, у селищі мешкало 16 760 осіб у 5859 домогосподарствах у складі 4319 родин. Густота населення становила 875 осіб/км².  Було 6106 помешкань (319/км²).
Расовий склад населення:
| - 81,3 % — білих - 5,2 % — чорних або афроамериканців - 4,9 % — азіатів - 0,2 % — корінних американців - 5,5 % — осіб інших рас |

До двох чи більше рас належало 2,9 %. Частка іспаномовних становила 15,0 % від усіх жителів.
За віковим діапазоном населення розподілялося таким чином: 27,2 % — особи молодші 18 років, 63,5 % — особи у віці 18—64 років, 9,3 % — особи у віці 65 років та старші. Медіана віку мешканця становила 36,4 року. На 100 осіб жіночої статі у селищі припадало 94,6 чоловіків;  на 100 жінок у віці від 18 років та старших — 94,6 чоловіків також старших 18 років.
Середній дохід на одне домашнє господарство  становив 100 968 доларів США (медіана — 78 948), а середній дохід на одну сім'ю — 112 923 долари (медіана — 90 010). Медіана доходів становила 64 606 доларів для чоловіків та 50 038 доларів для жінок. За межею бідності перебувало 7,3 % осіб, у тому числі 7,8 % дітей у віці до 18 років та 6,8 % осіб у віці 65 років та старших.
Цивільне працевлаштоване населення становило 9015 осіб. Основні галузі зайнятості: освіта, охорона здоров'я та соціальна допомога — 21,8 %, виробництво — 15,8 %, роздрібна торгівля — 12,0 %, науковці, спеціалісти, менеджери — 10,2 %.